# Catedral de Nuestra Señora del Rosario (Corrientes)
La Iglesia Catedral “Nuestra Señora del Rosario” de la ciudad de Corrientes, Argentina, pertenece a la Arquidiócesis de Corrientes. Está localizada en calle Hipólito Yrigoyen 1542, frente a la plaza Sargento Cabral. Fue construida en el período de años entre 1854 y 1863, hasta que el edificio se habilitó oficialmente en 1872 con el traslado de las imágenes de la antigua Iglesia Matriz.

## Reseña histórica
En 1854, el Gobernador Dr. Juan Gregorio Pujol dispone la ejecución de un nuevo templo que se ubique frente a la plaza San Juan Bautista, actual plaza Sgto. Cabral, bajo la advocación de Nuestra Señora del Rosario. En 1856 se autoriza la venta de Temporalidades de lo que fuera el Convento de Santo Domingo para invertir su valor en el templo.
La Iglesia Matriz, que fue la primera parroquia de la ciudad y también bajo la advocación de Nuestra Señora del Rosario, se encontraba frente a la plaza 25 de Mayo, donde hoy se ubica la Casa de Gobierno de Corrientes. En 1871 es trasladada como organismo eclesial a esta nueva parroquia, y como dos parroquias no pueden funcionar de modo permanente en una misma sede, ambas son unificadas.
En 1910 el Papa Pío X crea la Diócesis de Corrientes, dando a esta Iglesia la categoría de Catedral. En 1961, cuando Corrientes es elevada a Arquidiócesis, la Iglesia del Rosario recibe, por lo mismo, el título de Catedral Metropolitana.
En 1939, en el atrio de esta Iglesia, el escultor Luis Perlotti construye en mármol y bronce el monumento que guarda las cenizas del mártir de Pago Largo, el Gobernador Genaro Berón de Astrada. En 1963 se inaugura en su interior el Panteón de los Próceres Correntinos, donde se encuentran depositados los restos de los gobernadores: Elías Galván, Joaquín Madariaga, Juan Esteban Martínez, José María Rolón, y el Brigadier General don Pedro Ferré (cinco veces Gobernador de Corrientes). En las naves laterales, las tumbas de los obispos: Luis María Niella, primer obispo de la Diócesis; Francisco Vicentín, luego primer arzobispo; y Fortunato Antonio Rossi.
El Cristo yacente es del siglo XVIII, de estilo jesuítico, y el cofre que lo contiene, es una obra notable del tallador español don Julio Pomares, y costeado por la Comisión pro templo a principios del siglo XX.
Fue catalogada como Monumento Histórico Provincial por Ley N.º 2002 del año 1959.

## Arquitectura
El autor de esta obra es el maestro alarife Nicolás del Grosso bajo la dirección del fray Nepomuceno Alegre. El edificio presenta una planta basilical conformada por una nave central y dos laterales, con un lenguaje definido por las arquerías, cornisas y pilastras.  En la fachada, se destaca un pórtico exástilo (que tiene seis columnas en sus fachadas) con capiteles compuestos. Las torres rematan en cúpulas recubiertas con azulejos franceses. El retiro del edificio de la línea municipal, define un importante patio de acceso, que contribuye a realzar la monumentalidad del edificio. Esta obra es contemporánea a la ejecución de otras en su tipo en el país, respondiendo a la imagen clasicista que era manifiesta en la ejecución de este programa arquitectónico. En el año 2004 se llevaron adelante trabajos de restauración y puesta en valor del templo.
El edificio cuenta con un retablo mayor y cuatro menores. La Iglesia presenta tres amplias naves, la mayor de 58 m de largo por 7,8 m de ancho, y la cúpula tiene 23 m de altura y la torre 34 m.

## Órgano de tubos
En el coro del templo se encuentra el gran órgano con 1183 tubos sonoros, de la casa alemana August Laukhuff, construido por el italiano Marcello Borelli en 1908, por recolección de la comisión de Damas en 1909. El órgano es de tracción mecánica para los manuales (teclado) y el pedal, con partes neumáticas para los registros. Es un instrumento de transición entre los sistemas utilizados por los constructores italianos Locatelli y Bossi. Dicho órgano sufrieron grandes daños y robos de tubos de lengüetas de 8' (trompa) en 1987 antes de la visita del Papa Juan Pablo II a la ciudad, pero actualmente, desde el 24 de junio del 2019 está siendo recuperado por Facundo Maidana, nombrado organista titular de la Catedral el 7 de octubre de 2019.
El órgano aún conserva al costado de la caja, el viejo sistema de insuflación manual para los fuelles, con una palanca y un indicador.
| Iº teclado manual | IIº teclado manual | Pedal                                    | Uniones (en botones)   | Combinaciones fijas | Llamadas en pisas |                                                                          |
| * Bordone 16' * Principal 8' * Dulciana 8' * Ottava 4' * Flauto 4' * Ottavino 4' * Ripieno 5 (cinco hileras) * Tromba 16' * Eufonio 4' * Tremolo I | * Bordone 8' * Viola 8' * Vox celestis 8' * Cor. angelico 8' * Violino 4' * Flauto 4' * Oboe 8' * Tremolo II (anulado) | * Contrabasso 16' * Basso 8' * Violone 8 | * I a Ped. * II a Ped. | 5 botones del Iº teclado manual: piano, cresc., F, FF. Grand Orgue * 4 botones del IIº teclado manual: piano, Cresc., F, FF. | I a Ped. * II a Ped. * Unione delle tastiera * Ripieno I a tastiera * Forte I * Forte II * Grand. Orque * Tremolo I a tastiera | Pedal de Expresión al II teclado manual. Pedal de Crescendo-Decrescendo. |